# Višnja Milohnić Roje
Višnja Milohnić Roje (Beograd, 30. studenoga 1932. – Santiago, 11. srpnja 2011.) čileanska je liječnica, pjesnikinja i pripovjedačica hrvatskog podrijetla. Podrijetlom je iz Splita, odakle joj je majka Ljubica Roje Milohnić (autorica knjige Jesenji sumraci). Majka je čilskog nagrađivanog književnika Andrésa Moralesa Milohnica i Dunje (1970. – 1976.).

## Medicinski rad
Studirala je u Čileu na Čilskom sveučilištu medicinu. Specijalizirala je ginekologiju, poroditeljstvo i bračnu neplodnost te se usavršavala na poslijediplomskim studuijima  Francuskoj, Švedskoj i Engleskoj. Godine 1959. udala se za čilskog Španjolca, biokemičara Juana Alberta Moralesa Malvu koji je bio dekan na Kemijskom i farmaceutskom fakultetu na Čilskome sveučilištu. Medicinom se bavila sve do devedesetih.

## Književni rad
Piše književna djela još od studija. Njezina neobjavljena pripovijetka dobila je nagradu čilskoga „Pen Cluba“ za mlade pisce. Dio joj je djela preveden na hrvatski jezik. Neka su joj djela objavljen u književnim časopisima (Desentexto...) i na internetu. Godine 2011. objavljuje pjesničku zbirku Poemas (Pjesme), zajedno sa sinom Andresom. Godine 2003. objavila je kratku zbirku pjesama Relámpagos de Cuba.

## Vanjske poveznice
- Poetas siglo XXI Antologija poesia + 13.900 poetas del mundo. Editor Fernando Sabido Sánchez 5873.- Višnja Milohnić (špa., prijevod na hrv. Željka Lovrenčić)
- Poetas siglo XXI Antologija poesia – Croacia